# Delhaize Group
Delhaize Group — колишня бельгійська компанія зі штаб-квартирою в Моленбек-Сен-Жані, яка працювала на ринку роздрібної торгівлі та володіла однією з найбільших мереж супермаркетів у Бельгії. Була представлена в семи країнах на трьох континентах. 24 червня 2015 року злилася з «Ahold» в «Ahold Delhaize».

## Історія
Заснована в 1867 році як «Delhaize Le Lion / De Leeuw» Жулем Делайзе та його братами Огюстом, Евардом та Адольфом.
У 2005 році «Delhaize Group» завершила придбання бельгійської мережі супермаркетів «Cash Fresh» за 118,6 млн євро. «Delhaize» заплатила додаткові 51 млн євро на придбання активів нерухомості «Cash Fresh».
Станом на 31 грудня 2014 року «Delhaize Group» володіла мережею (яка включала безпосередньо керовані, франчайзингові та афілійовані магазини) 3 402 магазинів, де працювало близько 150 000 людей. Формати магазинів — насамперед супермаркети, які представляють 85 % торгової мережі «Delhaize Group». Торгова мережа групи включає також інші формати магазинів, такі як магазини біля дому та спеціалізовані магазини. Компанія активно співпрацює з програмою «Energy Star» від Управління з охорони довкілля США для управління енергоефективністю на своїх американських об'єктах.
Окрім роздрібної торгівлі продовольчими товарами, «Delhaize Group» займалася роздрібною торгівлею продуктами харчування в магазинах своєї торгової мережі та роздрібною торгівлею непродовольчими товарами, такими як товари для домашніх тварин і для здоров'я та краси.
У 2014 році «Delhaize Group» зафіксувала дохід у розмірі 21,4 млрд євро та базовий прибуток від операцій у 762 млн євро. Основні операції здійснені у США («Food Lion LLC», «Hannaford Brothers Company»), Бельгії, Греції, Індонезії, Сербії, Люксембурзі та Румунії.
«Delhaize» вийшла на ринок США через придбання «Food Town Stores» у 1983 році, перейменувавши його на «Food Lion» через конфлікт імен з іншими магазинами. Компанія розширила мережу з 22 до 226 магазинів[5]. У 1985 році мережа вийшла на франчайз під брендом «Cub Foods». У 1996 році придбано мережу продовольчих товарів Kash n' Karry.
У 2007 році компанія покинула чеський ринок після 16 років присутності і продала всі свої 97 супермаркетів «Billa». У 2009 році компанія покинула німецький ринок після 6 років присутності і продала всі свої 4 супермаркети «REWE Group». У 2011 році «Delhaize» придбала сербський рітейлер «Delta Maxi».
У травні 2013 року «Harveys» було продано разом із сестринськими мережами супермаркетів «Sweetbay» і «Reid's» за 265 млн доларів.
Активи у Чорногорії продано у 2013 році, у Боснії та Герцеговині — у 2014 році.
У листопаді 2014 року «Delhaize Group» підписала угоду з «Aldi» про продаж «Bottom Dollar» у США.
24 червня 2015 року «Delhaize» підписала угоду з «Ahold» про злиття, внаслідок чого створено «Ahold Delhaize».

## Діяльність

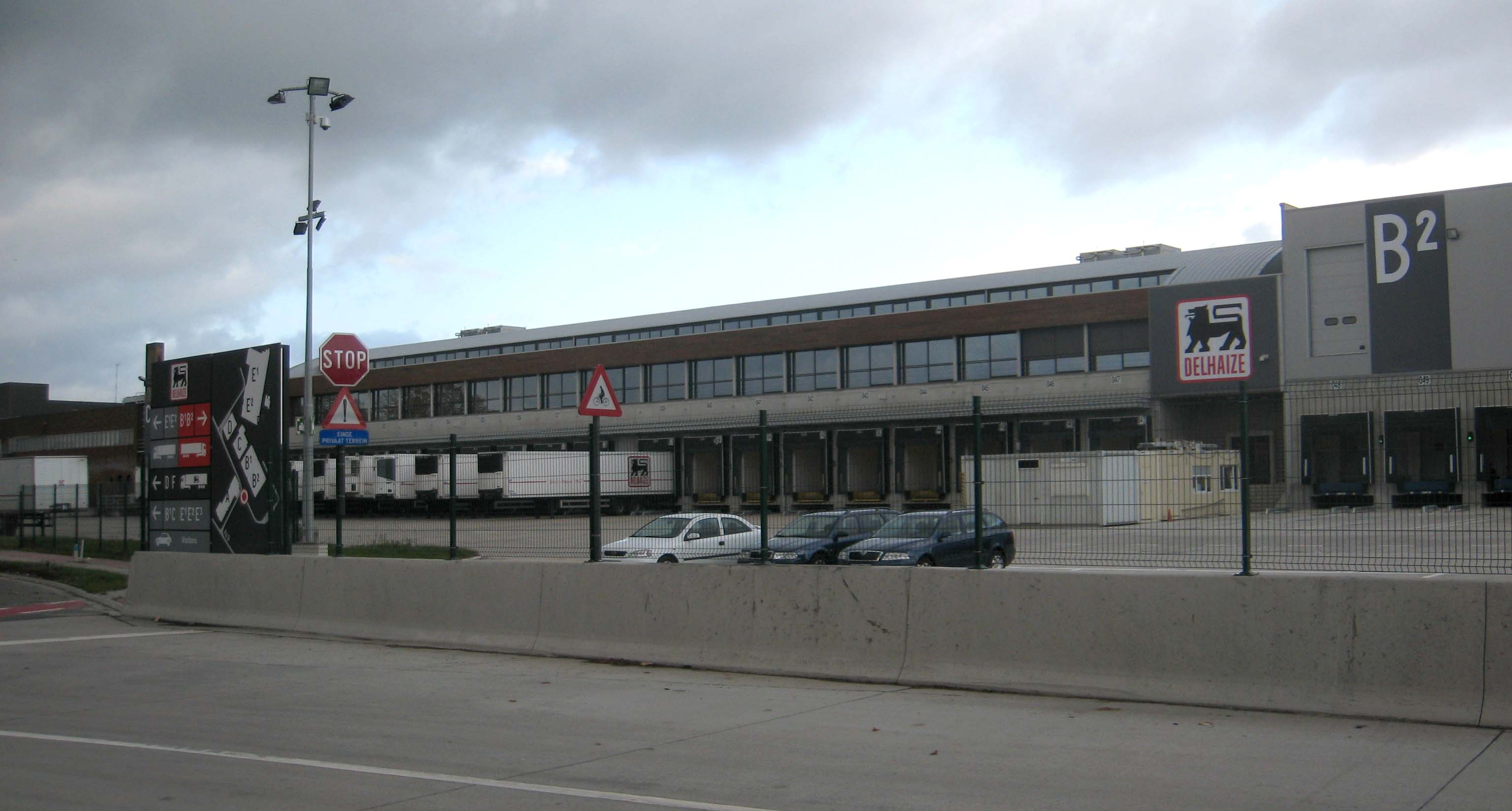
Дистриб'юторський центр компанії

### Європа
Бельгія
- Delhaize
- AD Delhaize
- Proxy Delhaize
- Shop & Go
- Delhaize.be
- Caddyhome.be
- Delhaizewineworld.com

Чехія
- Delvita (1991–2007)

Люксембург
- Delhaize
- Proxy Delhaize

Греція
- Alfa-Beta Vassilopoulos
- City AB
- AB Shop & Go
- AB Food Market
- ENA

Румунія
- Mega Image
- Shop & Go

Сербія
- Maxi
- Shop & Go (раніше «Mini Maxi»)
- Tempo Centar (раніше Tempo Cash & Carry)

### Північна Америка
США
- Food Lion
- Hannaford
- Bottom Dollar Food

### Азія
Індонезія
- Super Indo (51 %)